# Clytocerus
Clytocerus is een muggengeslacht uit de familie van de motmuggen (Psychodidae). De wetenschappelijke naam van het geslacht werd in 1904 voorgesteld door Eaton.

## Soorten
- C. aegeicus Vaillant, 1983
- C. crispus Vaillant, 1983
- C. dalii (Eaton, 1893)
- C. intermedius Sara, 1951
- C. ocellaris (Meigen, 1818)
- C. pulvereus Vaillant, 1983
- C. rivosus (Tonnoir, 1919)
- C. saccai Sara, 1953
- C. siculus Sara, 1953
- C. splendidus Ježek & Hájek, 2007
- C. tetracorniculatus Wagner, 1977
- C. wollastoni Satchell, 1955
- C. xylophilus Vaillant, 1983
- C. zonzae Wagner, 1993